# سهره نارگیل
سهره نارگیلی (نام علمی: Pinaroloxias inornata) نام یک گونه از تیره زردپره‌ایان است.